# Cicero (New York)
Cicero város az USA New York államában, Onondaga megyében. Lakosainak száma 31 435 fő (2020. április 1.).

## Népesség
A település népességének változása:

| 2010 | 31 632 |
| 2020 | 31 435 |